# Nuno Marçal
Pour les articles homonymes, voir Marçal.
Nuno Marçal, est né le 14 novembre 1975 à Campanhã (Porto). Nuno Marçal est un joueur  de basket-ball mesurant 2,05 m. Il évolue au poste d'Ailier.
Considéré l'un des meilleurs joueurs du basket-ball portugais, il est appelé régulièrement avec sa sélection, il compte un peu plus de 66 sélections. En 2007, il rate l'Eurobasket à Madrid à la suite d'une grave blessure, tout comme son coéquipier Carlos Andrade. En revanche il a participé aux éliminatoires de l'Eurobasket 2009.
Actuellement il joue au Portugal, en 1re Division Portugaise la "Ligue UZO" avec l'équipe situé à Porto, le Maia Basket.

## Palmarès avec lePorto Ferpinta
- Champion National Junior : 1993/94 et 1994/95
- Champion National - de 22 ans : 1995/96
- Championnat du Portugal (LCB) : 1995/96, 1996/1997 et 1998/1999
- Supercoupe du Portugal : 1996/97
- Coupe du Portugal : 1996/97, 1998/99 et 2000/01
- Coupe de la Ligue : 2001/2002

## Nominations
- 1998/99 : Élu dans le meilleur 5 de départ du Championnat.